# Tethyida
Ordre
Les Tethyida sont un ordre d'éponges marines de la classe des Demospongiae.

## Taxonomie
L'utilisation taxinomique de cet ordre résulte de la nouvelle classification au sein des Demospongiae mise en place par Christine Morrow (d) et Paco Cárdenas (d) et adoptée en 2015.
Publication originale
- (en) Christine Morrow et Paco Cárdenas, « Proposal for a revised classification of the Demospongiae (Porifera) », Frontiers in Zoology, BMC et Springer Science+Business Media, vol. 12, no 1,‎ 2015, p. 7 (ISSN 1742-9994, OCLC 56719374, PMID 25901176, PMCID 4404696, DOI 10.1186/S12983-015-0099-8, lire en ligne).

## Liste des familles
Selon World Register of Marine Species (21 juin 2025) :
- Hemiasterellidae Lendenfeld, 1889
- Tethyidae Gray, 1848
- Timeidae Topsent, 1928